# Turul Flandrei 2024
Turul Flandrei 2024 a fost cea de a 108-a ediție a cursei clasice de ciclism Turul Flandrei, cursă de o zi. S-a desfășurat pe data de 31 martie 2024 și a făcut parte din calendarul UCI World Tour 2024. Distanța totală a cursei a avut 270,8 de kilometri..

## Echipe participante
Întrucât Turul Flandrei este un eveniment din cadrul UCI World Tour 2024, toate cele 18 echipe UCI au fost invitate automat și obligate să aibă o echipă în cursă. Șapte echipe profesioniste continentale au primit wildcard.

### Echipe UCI World
| - Alpecin–Deceuninck - Arkéa–B&B Hotels - Astana Qazaqstan Team - Team Bahrain Victorious - Bora–Hansgrohe - Cofidis - Decathlon–AG2R La Mondiale - DSM–Firmenich PostNL - EF Education–EasyPost | - Groupama–FDJ - Ineos Grenadiers - Intermarché–Wanty - Lidl–Trek - Movistar Team - Soudal–Quick-Step - Team Jayco–AlUla - Visma–Lease a Bike - UAE Team Emirates |  |

### Echipe continentale profesioniste UCI
| - Bingoal-WB - Israel–Premier Tech - Lotto–Dstny - Q36.5 Pro Cycling Team | - Team Flanders–Baloise - Tudor Pro Cycling Team - Uno-X Mobility |  |

## Rezultate
Rezultate oficiale
| \| Clasament general \| Clasament general \| Clasament general \| Clasament general \| Clasament general \| \| Ciclist \| Ciclist \| Echipă \| Timp \| \| \| ----------------- \| -------------------- \| -------------------------- \| ----------------- \| ----------------- \| \| 1. \| Mathieu van der Poel \| Alpecin-Deceuninck \| 6h 05' 17" \| \| \| 2. \| Luca Mozzato \| Arkéa-B&B Hotels \| + 1' 02" \| \| \| 3. \| Nils Politt \| UAE Team Emirates \| + 1' 02" \| \| \| 4. \| Mikkel Bjerg \| UAE Team Emirates \| + 1' 02" \| \| \| 5. \| António Morgado \| UAE Team Emirates \| + 1' 02" \| \| \| 6. \| Magnus Sheffield \| Ineos Grenadiers \| + 1' 02" \| \| \| 7. \| Oliver Naesen \| Decathlon-AG2R La Mondiale \| + 1' 02" \| \| \| 8. \| Dylan Teuns \| Israel-Premier Tech \| + 1' 02" \| \| \| 9. \| Alberto Bettiol \| EF Education-EasyPost \| + 1' 02" \| \| \| 10. \| Toms Skujiņš \| Lidl-Trek \| + 1' 02" \| \| \| 11. \| Michael Matthews \| Team Jayco AlUla \| + 1' 02" \| \| \| 12. \| Tim Wellens \| UAE Team Emirates \| + 1' 16" \| \| \| 13. \| Riley Sheehan \| Israel-Premier Tech \| + 2' 02" \| \| \| 14. \| Kamil Małecki \| Q36.5 Pro Cycling Team \| + 2' 02" \| \| \| 15. \| Tiesj Benoot \| Team Visma \\| Lease a Bike \| + 2' 02" \| \| \| 16. \| Valentin Madouas \| Groupama-FDJ \| + 2' 02" \| \| \| 17. \| Josh Tarling \| Ineos Grenadiers \| + 2' 02" \| \| \| 18. \| Yves Lampaert \| Soudal Quick-Step \| + 2' 02" \| \| \| 19. \| Matteo Trentin \| Tudor Pro Cycling Team \| + 2' 02" \| \| \| 20. \| Max Walscheid \| Team Jayco AlUla \| + 2' 41" \| \| |                      |                            |            |
| |                      |                            |            |
| Source: ProCyclingStats |                      |                            |            |
| Clasament general |                      |                            |            |
| Ciclist | Ciclist              | Echipă                     | Timp       |
| 1. | Mathieu van der Poel | Alpecin-Deceuninck         | 6h 05' 17" |
| 2. | Luca Mozzato         | Arkéa-B&B Hotels           | + 1' 02"   |
| 3. | Nils Politt          | UAE Team Emirates          | + 1' 02"   |
| 4. | Mikkel Bjerg         | UAE Team Emirates          | + 1' 02"   |
| 5. | António Morgado      | UAE Team Emirates          | + 1' 02"   |
| 6. | Magnus Sheffield     | Ineos Grenadiers           | + 1' 02"   |
| 7. | Oliver Naesen        | Decathlon-AG2R La Mondiale | + 1' 02"   |
| 8. | Dylan Teuns          | Israel-Premier Tech        | + 1' 02"   |
| 9. | Alberto Bettiol      | EF Education-EasyPost      | + 1' 02"   |
| 10. | Toms Skujiņš         | Lidl-Trek                  | + 1' 02"   |
| 11. | Michael Matthews     | Team Jayco AlUla           | + 1' 02"   |
| 12. | Tim Wellens          | UAE Team Emirates          | + 1' 16"   |
| 13. | Riley Sheehan        | Israel-Premier Tech        | + 2' 02"   |
| 14. | Kamil Małecki        | Q36.5 Pro Cycling Team     | + 2' 02"   |
| 15. | Tiesj Benoot         | Team Visma \| Lease a Bike | + 2' 02"   |
| 16. | Valentin Madouas     | Groupama-FDJ               | + 2' 02"   |
| 17. | Josh Tarling         | Ineos Grenadiers           | + 2' 02"   |
| 18. | Yves Lampaert        | Soudal Quick-Step          | + 2' 02"   |
| 19. | Matteo Trentin       | Tudor Pro Cycling Team     | + 2' 02"   |
| 20. | Max Walscheid        | Team Jayco AlUla           | + 2' 41"   |

## Legături externe
- Site web oficial